# Will Stevens

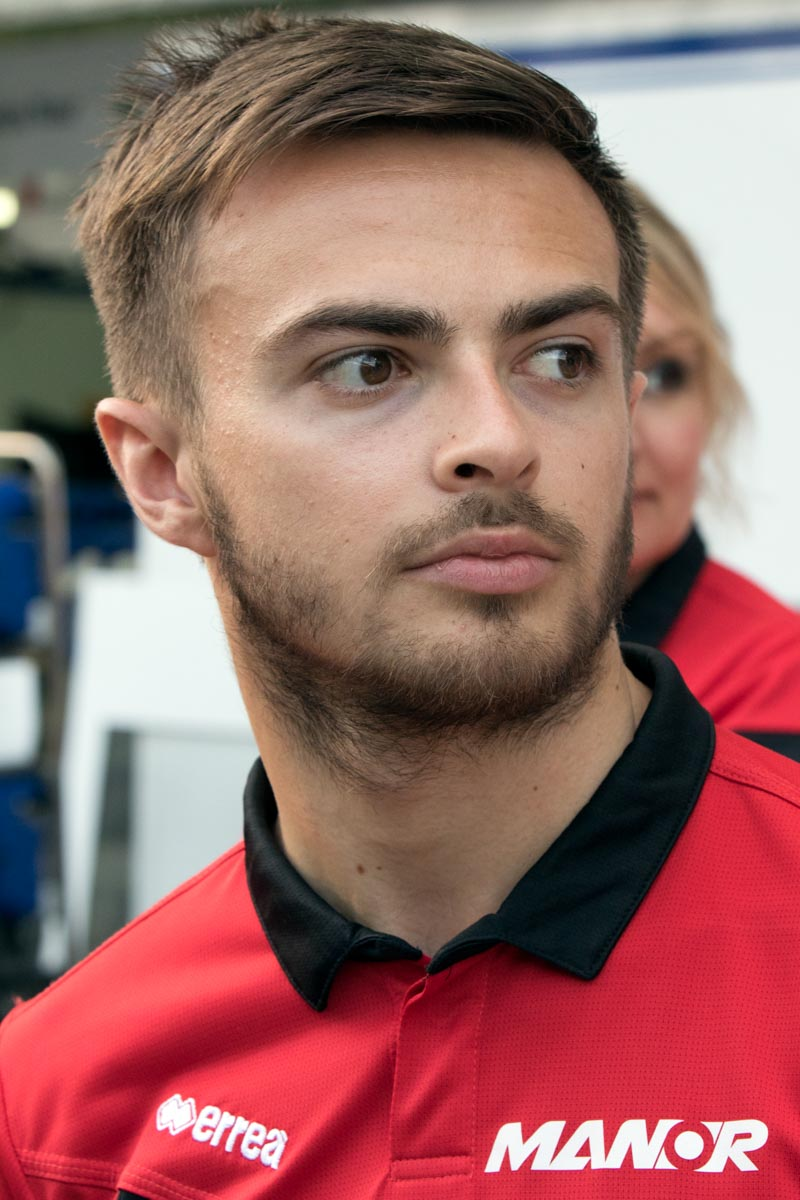
Will Stevens a Malàisia 2015

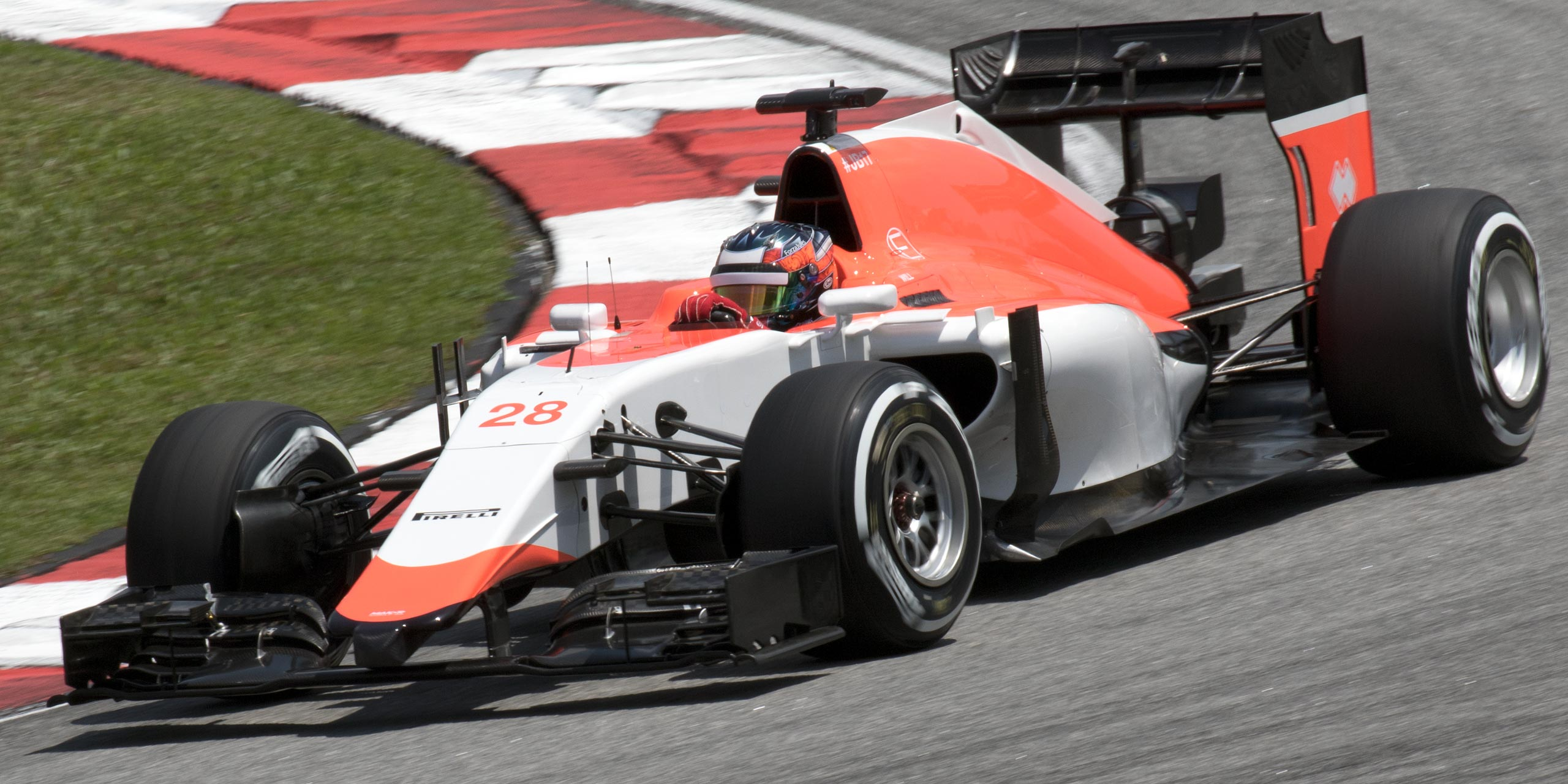
Will Stevens amb el Manor a Malàisia'15

William Stevens, conegut com a Will Stevens, (28 de juny de 1991) és un pilot de carreres britànic que participa en la temporada 2015 de Fórmula 1 com a pilot de l'escuderia Manor F1 Team. Anteriorment va competir en sèries com l'Eurocup Formula Renault 2.0, les Toyota Racing Series o el Campionat Britànic de Fórmula Renault. També va pilotar per Caterham F1 Team a la temporada 2014 en el Gran Premi d'Abu Dabi, en substitució de Marcus Ericsson.

## Trajectòria

### Karting
Stevens va començar la seva carrera com a pilot als karts l'any 2003, quan tenia 12 anys. Després d'un any en carreres del Campionat Nacional de Cadets es va unir a Rotax Mini Max. Després de córrer en un munt de campionats diferents de Gran Bretanya i de l'exterior i de guanyar el Campionat d'Àsia-Pacífic en 2007, es va incorporar a la Fórmula Renault 2.0 l'any 2008.

### Fórmula Renault 2.0
Va acabar 7º en la temporada 2009 de la Fórmula Renault 2.0 Britànica i 4º en 2010. L'any 2011 es va passar a la Fórmula Renault 2.0 Eurocup, on també va acabar 4º.

### Fórmula Renault 3.5
Stevens va donar el salt a la Fórmula Renault 3.5 l'any 2012, acabant 12º en aquest primer any. L'any 2013 va sumar 5 podis en 17 carreres i va acabar 4º en la classificació final de la temporada. El 2014 va aconseguir dues victòries i quatre podis per acabar sisè al final de la temporada.

### Fórmula 1
A l'octubre de 2014 l'equip de Fórmula 1 Marussia va anunciar que Stevens s'unia a l'equip com a pilot reserva per a la resta de la temporada 2014. Havien acordat que Stevens prengués part enla primera sessió d'entrenaments del Gran Premi del Japó del 2014, no obstant això, no van ser capaços d'enviar la documentació pertinent a la FIA.
Tanmateix, el 20 de novembre de 2014 es va saber que faria el seu debut en la Fórmula 1 amb Caterham F1 Team en el Gran Premi d'Abu Dabi de 2014, després d'haver provat prèviament per a l'equip en els tests de joves pilots del 2013 i 2014.
El febrer de 2015 és confirmat com a pilot titular de Manor Motorsport (Ex Marussia), de cara a la temporada 2015 de Fórmula 1. Va correr 17 dels 18 Grans Premis que va disputar; va abandonar només en dues ocasions però no va sumar punts, aconseguint en el GP de la G.Bretanya un tretzè lloc com el seu millor resultat.